# Велике Шигаєво
Велике Шига́єво (рос. Большое Шигаево, чув. Сĕнтĕрпуç) — присілок у складі Маріїнсько-Посадського району Чувашії, Росія. Адміністративний центр Великошигаєвського сільського поселення.
Населення — 517 осіб (2010; 541 у 2002).
Національний склад:
- чуваші — 97 %